# Otto-Franke-Straße 16 (Gernrode)

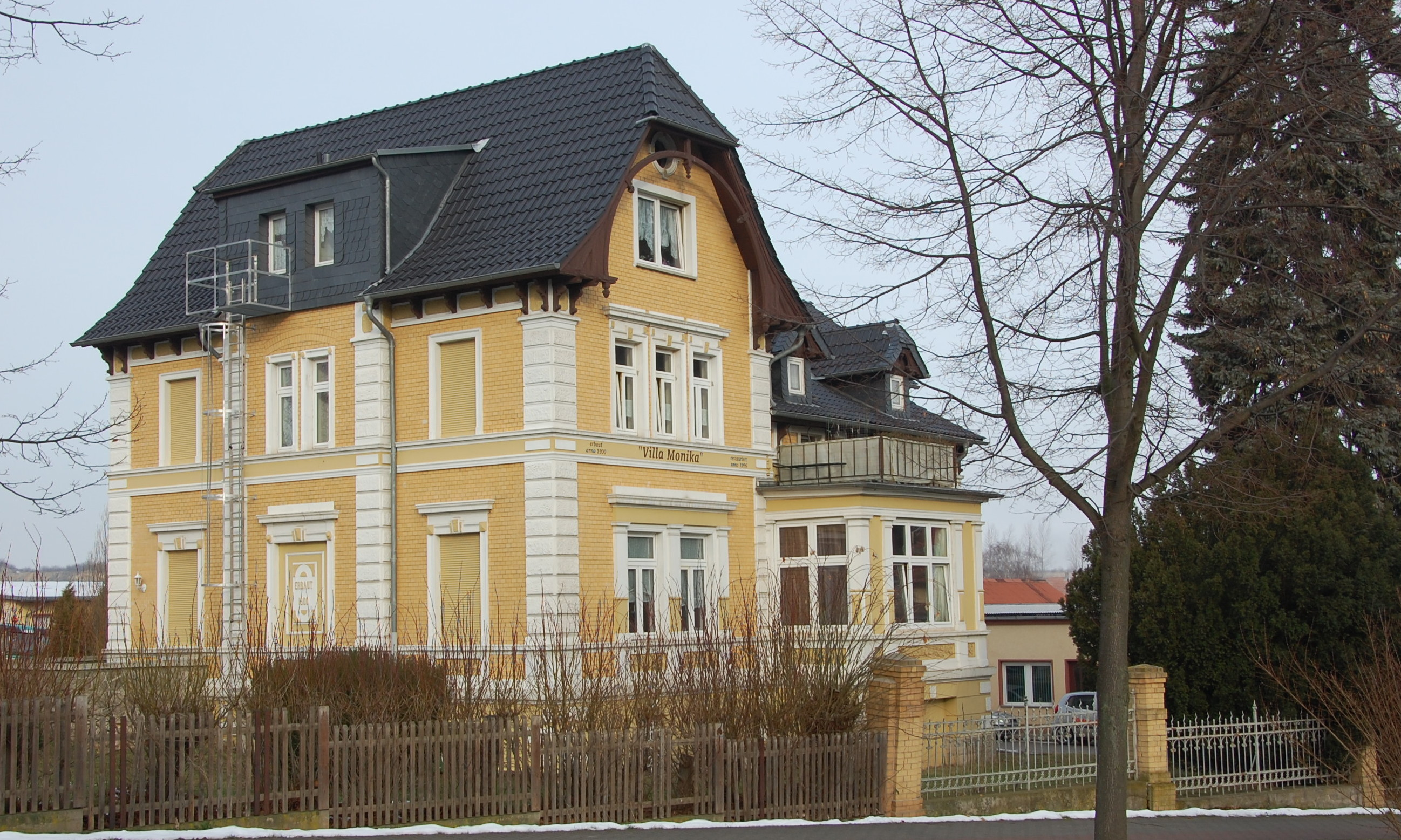
Haus Otto-Franke-Straße 16

Das Haus Otto-Franke-Straße 16 ist ein denkmalgeschütztes Gebäude in dem zur Stadt Quedlinburg in Sachsen-Anhalt gehörenden Ortsteil Stadt Gernrode.

## Lage
Er befindet sich östlich der Gernröder Altstadt auf der Nordseite der Otto-Franke-Straße und ist im örtlichen Denkmalverzeichnis als Wohnhaus eingetragen.

## Architektur und Geschichte
Bei dem Gebäude handelt es sich um eine Villa aus der Gründerzeit. Der aus gelben Klinkern errichtete Baukörper ist asymmetrisch angeordnet. Auf der Westseite besteht ein zweigeschossiger Quertrakt, der leicht hervortritt. Die Osthälfte des Baus besteht aus einem nur eingeschossigen, traufseitig zur Straße ausgerichteten Längsflügel. Diesem Trakt ist ein aufwendiger Wintergarten vorgelagert. Die Fassade des Hauses mit verputzten Flächen an den fenstern und Ecken gegliedert. Darüber hinaus besteht ein Sprenggiebel. Bedeckt ist das Gebäude mit einem Krüppelwalmdach. In seiner Gestaltung ähnelt das Gebäude dem weiter südwestlich gelegenen, ebenfalls denkmalgeschützten Haus Otto-Franke-Straße 38.
Bis zum 31. Dezember 2011 trug die Otto-Franke-Straße den Namen Bahnhofstraße, so dass die Adressierung des Hauses Bahnhofstraße 16 lautete.